# Tragiscus dimidiatus
Tragiscus dimidiatus là một loài bọ cánh cứng trong họ Bọ hung (Scarabaeidae).